# Штубик
Штубик је насеље у Србији у општини Неготин у Борском округу. Према попису из 2022. у насељу је било 601 становника (према попису из 2011. било је 874 становника, према попису из 2002. било је 939 становника а према попису из 1991. било је 1214 становника).
Овде је 1807. године била Битка на Штубику.

## Историја
На аустријским картама, Лангеровој и карти Темишварски Банат“, село је забележено под именом Stubika-Stubac. Помиње се и 1736. године. Село Stubik забележено је 1784. године; 1807. године помиње се кнез „Паун Шубик”, а 1811. године као село Штубик. Године 1846. Штубик је имао 163 куће, 1866. 225, а 1924. године 407 кућа.
По предању село у Селишту, које је поред реке Замне више данашњих кућа, су засновали досељеници са Косова, пре 300-400 и више година. Много доцније, у Влашком Пољу, које је близу Селишта, засновано је једно мање насеље, али су његови оснивачи били „Унгурјани“. Када је пре 200 година село из Селишта премештено код Црквишта, где су дошли и неки Косовци, међу којима и један „прстенџија“ као досељеници из Кључа и други, Унгурјани су напустили своје насеље и прешли у Малајницу и Плавну. Касније је већина становништва из Црквишта прешла на данашње место а остали су прешли почетком 19. века.
Указом Краља од 15. маја 1922. године насеље је добило статус варошице.
Село је, по предању, добило име по томе што је наводно било у селу „сто бика”. По другој легенди име је настало од узвика „сту бик”(стој, биче).
Постоје традиције о насељавању из Македоније, Румуније, са Косова. Село је подељено на мале, које се углавном поклапају са торевима, салашима. У центру села, које је типично разбијеног типа, је мала „Село”.
Данас се поуздано зна да су почетком 16. века постојала два насеља: Горњи и Доњи Штубик. Доњи Штубик је вероватно био на обронцима према неготинској равници судећи по количини произведених житарица и вина.
Црква у Штубику саграђена је 1875. године.
Овде се налазе Штубичке пивнице.

## Демографија
Према последњем попису из 2022. године у Штубику је живело 601 становника што је за 273 мање у односу на 2011. када је на попису било 874 становника. У насељу живи 530 пунолетних становника, а просечна старост становништва износи 51,15 година (48,90 код мушкараца и 53,51 код жена).
Према подацима пописа из 2022. у насељу има 263 домаћинства, а просечан број чланова по домаћинству је 2,29 а према истом попису у насељу има 633 стамбених јединица од којих је 276 насељених.
Ово насеље је великим делом насељено Србима (према попису из 2002. године).
|  |

| Демографија | Демографија | Демографија |
| Година      | Становника  | Становника  |
| ----------- | ----------- | ----------- |
| 1948.       | 1.886       |             |
| 1953.       | 1.930       |             |
| 1961.       | 1.957       |             |
| 1971.       | 1.660       |             |
| 1981.       | 1.476       |             |
| 1991.       | 1.214       | 1.133       |
| 2002.       | 939         | 1.073       |
| 2011.       | 874         |             |
| 2022.       | 601         |             |

| Етнички састав према попису из 2002.‍ | Етнички састав према попису из 2002.‍ | Етнички састав према попису из 2002.‍ | Етнички састав према попису из 2002.‍ | Етнички састав према попису из 2002.‍ |
| ------------------------------------ | ------------------------------------ | ------------------------------------ | ------------------------------------ | ------------------------------------ |
|                                      |                                      |                                      |                                      |                                      |
| Срби                                 | Срби                                 |                                      | 928                                  | 98,82%                               |
| Црногорци                            | Црногорци                            |                                      | 4                                    | 0,42%                                |
| Румуни                               | Румуни                               |                                      | 3                                    | 0,31%                                |
| Бугари                               | Бугари                               |                                      | 2                                    | 0,21%                                |
| непознато                            | непознато                            |                                      | 2                                    | 0,21%                                |

| Година пописа     | 1948. | 1953. | 1961. | 1971. | 1981. | 1991. | 2002. |
| ----------------- | ----- | ----- | ----- | ----- | ----- | ----- | ----- |
| Број домаћинстава | 459   | 459   | 486   | 451   | 421   | 370   | 314   |

| Број чланова      | 1  | 2  | 3  | 4  | 5  | 6  | 7  | 8 | 9 | 10 и више | Просек |
| ----------------- | -- | -- | -- | -- | -- | -- | -- | - | - | --------- | ------ |
| Број домаћинстава | 80 | 87 | 37 | 41 | 32 | 19 | 12 | 4 | 1 | 1         | 2,99   |

| Пол    | Укупно | Неожењен/Неудата | Ожењен/Удата | Удовац/Удовица | Разведен/Разведена | Непознато |
| ------ | ------ | ---------------- | ------------ | -------------- | ------------------ | --------- |
| Мушки  | 413    | 77               | 263          | 50             | 23                 | 0         |
| Женски | 427    | 32               | 262          | 104            | 29                 | 0         |
| УКУПНО | 840    | 109              | 525          | 154            | 52                 | 0         |

| Пол    | Укупно                    | Пољопривреда, лов и шумарство | Рибарство                            | Вађење руде и камена | Прерађивачка индустрија       |
| ------ | ------------------------- | ----------------------------- | ------------------------------------ | -------------------- | ----------------------------- |
| Мушки  | 224                       | 126                           | 0                                    | 0                    | 17                            |
| Женски | 170                       | 136                           | 0                                    | 0                    | 7                             |
| УКУПНО | 394                       | 262                           | 0                                    | 0                    | 24                            |
| Пол    | Производња и снабдевање   | Грађевинарство                | Трговина                             | Хотели и ресторани   | Саобраћај, складиштење и везе |
| Мушки  | 7                         | 12                            | 16                                   | 4                    | 13                            |
| Женски | 0                         | 0                             | 8                                    | 0                    | 1                             |
| УКУПНО | 7                         | 12                            | 24                                   | 4                    | 14                            |
| Пол    | Финансијско посредовање   | Некретнине                    | Државна управа и одбрана             | Образовање           | Здравствени и социјални рад   |
| Мушки  | 0                         | 2                             | 5                                    | 10                   | 4                             |
| Женски | 0                         | 0                             | 1                                    | 11                   | 2                             |
| УКУПНО | 0                         | 2                             | 6                                    | 21                   | 6                             |
| Пол    | Остале услужне активности | Приватна домаћинства          | Екстериторијалне организације и тела | Непознато            | Непознато                     |
| Мушки  | 1                         | 0                             | 0                                    | 7                    | 7                             |
| Женски | 0                         | 0                             | 0                                    | 4                    | 4                             |
| УКУПНО | 1                         | 0                             | 0                                    | 11                   | 11                            |